# Châtelneuf (Jura)

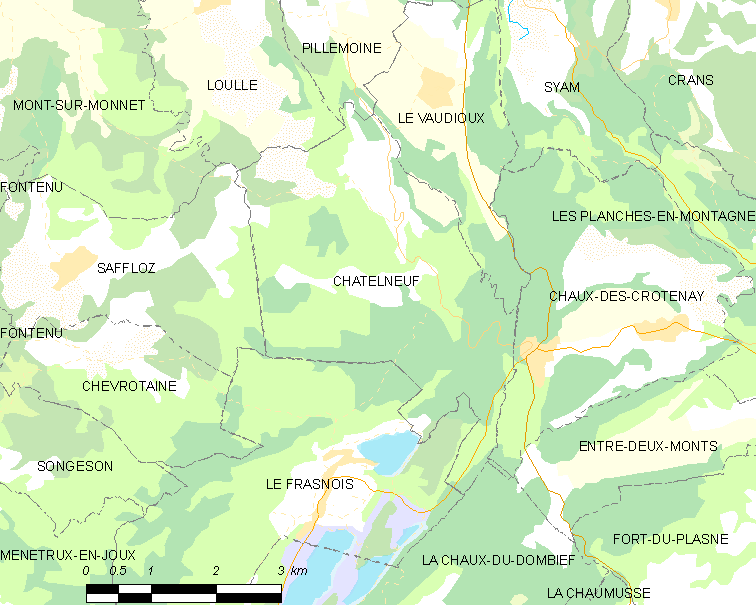

Châtelneuf ist eine Gemeinde im französischen Département Jura in der Region Bourgogne-Franche-Comté.

## Geographie
Châtelneuf liegt auf 790 m ü. M., etwa acht Kilometer südlich der Stadt Champagnole (Luftlinie). Das Dorf erstreckt sich im Jura, auf einer Anhöhe am nordöstlichen Rand des Hochplateaus von Champagnole, westlich des Tals der Lemme und nördlich des Moorsees Lac du Fioget.
Die Fläche des 13,00 km² großen Gemeindegebiets umfasst einen Abschnitt des französischen Juras. Der Hauptteil des Gebietes wird vom Hochplateau von Champagnole eingenommen, das durchschnittlich auf 760 m ü. M. liegt. Gegen Westen ist das Plateau leicht geneigt, während es gegen Osten steil zum Tal der Lemme abfällt. Die östliche Grenze verläuft dabei meist an der Oberkante des Steilhangs. Diese Hochfläche zeigt ein lockeres Gefüge von Wiesland, Ackerland und ausgedehnten Waldungen, darunter der Bois des Herses.
Nach Süden reicht der Gemeindeboden in eine Senke, in der sich der Lac du Fioget befindet. Südlich an diese Senke schließt die Höhe von Les Grands Bois an, auf der mit 885 m ü. M. die höchste Erhebung von Châtelneuf erreicht wird. Hier ist das dicht bewaldete Gebiet stärker reliefiert und weist zahlreiche kleinere und größere Mulden sowie teils felsige Hügel auf. Ganz im Süden erstreckt sich das Gemeindeareal bis an das Ufer des Lac de Narlay und an den Fuß des Mont des Ifs. Fast das gesamte Gebiet zeigt keine oberirdischen Fließgewässer, weil das Niederschlagswasser im Untergrund versickert, der aus porösem Kalkstein besteht. Das Gemeindegebiet ist Teil des Regionalen Naturparks Haut-Jura (frz.: Parc naturel régional du Haut-Jura).
Nachbargemeinden von Châtelneuf sind Loulle und Pillemoine im Norden, Le Vaudioux und Chaux-des-Crotenay im Osten, La Chaux-du-Dombief und Le Frasnois im Süden sowie Saffloz im Westen.

## Geschichte
Vermutlich an der Stelle eines gallorömischen Militärlagers wurde im 13. Jahrhundert die Festung Châteauneuf gegründet. Im Jahre 1295 erhielt der Burgflecken Freiheitsrechte zugesprochen. Die Adelsfamilie von Châteauneuf übte die Funktion als Mitherren des Abtes von Balerne und der Herren von Arlay aus und hatte ausgedehnten Grundbesitz auf dem Hochplateau. Im Mittelalter war Châtelneuf ein regional bedeutender Burgflecken. Burg und Städtchen wurden 1479 von Truppen des Königs Ludwig XI. zerstört. Zusammen mit der Franche-Comté gelangte Châtelneuf mit dem Frieden von Nimwegen 1678 an Frankreich. 1694 wurde das Dorf zu einer Pfarrei erhoben.

## Sehenswürdigkeiten
Die Pfarrkirche von Châtelneuf wurde im 14. Jahrhundert im Stil der Gotik erbaut. Im Umkreis des Dorfes stehen verschiedene Kapellen aus dem 16., 17. und 19. Jahrhundert. Vom ehemaligen Herrschaftssitz aus dem 13. Jahrhundert sind Ruinen erhalten. Zu den Natursehenswürdigkeiten zählt der Moorsee Lac du Fioget.

## Bevölkerung
| Jahr                       | 1962 | 1968 | 1975 | 1982 | 1990 | 1999 | 2005 | 2017 |
| -------------------------- | ---- | ---- | ---- | ---- | ---- | ---- | ---- | ---- |
| Einwohner                  | 126  | 115  | 108  | 128  | 125  | 124  | 134  | 138  |
| Quellen: Cassini und INSEE |      |      |      |      |      |      |      |      |

Mit 122 Einwohnern (Stand 1. Januar 2022) gehört Châtelneuf zu den kleinsten Gemeinden des Départements Jura. Nachdem die Einwohnerzahl in der ersten Hälfte des 20. Jahrhunderts deutlich abgenommen hatte (1891 wurden noch 183 Personen gezählt), wurden seit Beginn der 1960er Jahre nur noch relativ geringe Schwankungen verzeichnet.

## Wirtschaft und Infrastruktur
Châtelneuf war bis weit ins 20. Jahrhundert hinein ein vorwiegend durch die Landwirtschaft und die Forstwirtschaft geprägtes Dorf. Daneben gibt es heute einige Betriebe des lokalen Kleingewerbes. Viele Erwerbstätige sind auch Wegpendler, die in den größeren Ortschaften der Umgebung ihrer Arbeit nachgehen.
Die Ortschaft liegt abseits der größeren Durchgangsstraßen an einer Departementsstraße, die von Pont-du-Navoy nach Chaux-des-Crotenay führt. Weitere Straßenverbindungen bestehen mit Loulle und Le Vaudioux.